# Eurazianisme

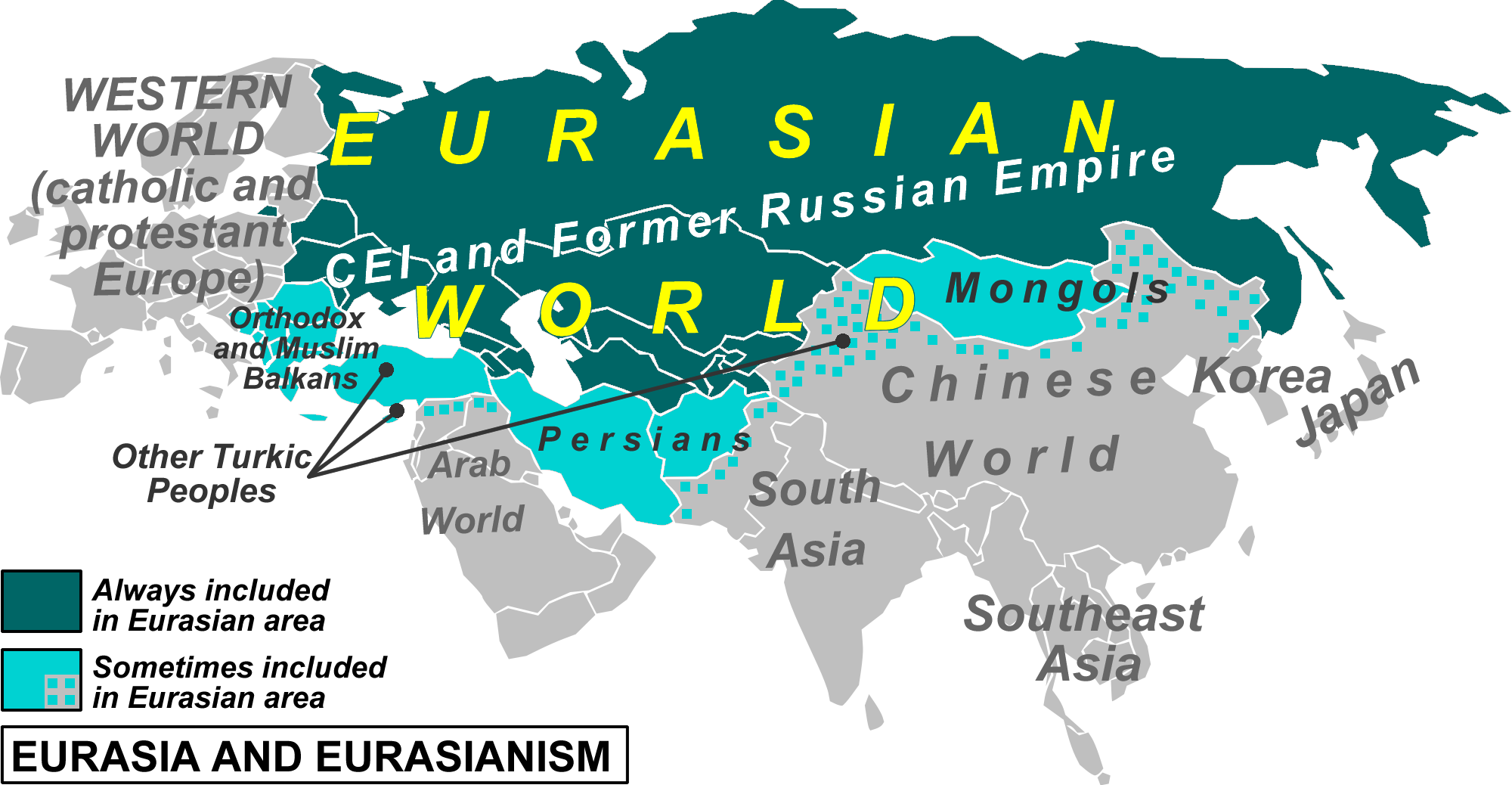
De gebieden die volgens de Eurazianisten tot de Euraziatische gemeenschap behoren zijn groenblauw gekleurd.

Het Eurazianisme (Russisch: евразийство, yevraziystvo) is een geopolitieke filosofie die stelt dat de Russische beschaving noch Westers (Europees), noch Oosters (Aziatisch) is, maar op zichzelf staat, en een Euraziatisch karakter draagt. Aanhangers van deze filosofie willen de Euraziatische beschaving veiligstellen doordat de landen en streken die volgens hen deel uitmaken van de Euraziatische beschaving een statenbond gaan vormen. Om dit doel te bereiken wil men allereerst die gebieden van Oost-Europa en Centraal-Azië die de voormalige Sovjet-Unie en het tsaristisch Rusland vormden in een nieuwe federatieve staat onderbrengen. Het doel van deze uitbreiding is een grote Euraziatische statengemeenschap waar dan in de toekomst ook landen als Mongolië, Mantsjoerije en Iran (al dan niet op gewelddadige wijze) toe zouden moeten treden. Het initiatief om dit te bereiken dient uit te gaan van Rusland, het kernland van Eurazië. Eurazianisme kan daarom worden gezien als een verkapte vorm van imperialisme. Een belangrijk kenmerk van het Eurazianisme is het verwerpen van Russisch etnisch nationalisme dat streeft naar een zuiver Slavische staat. Alle verschillende bevolkingsgroepen die volgens de Eurazianisten behoren tot de Euraziatische gemeenschap hebben volgens het Eurazianisme bijgedragen aan de bijzondere overkoepelende culturele identiteit van de Euraziatische gemeenschap.

## Geschiedenis
Het Eurazianisme ontstond in het begin van de twintigste eeuw. In zekere zin is de negentiende-eeuwse filosofische stroming van de Slavofilie een voorloper van het Eurazianisme. Net als de slavofielen wijzen de Eurazianisten Westerse denkbeelden af. Ofschoon anticommunistisch van aard (men verwerpt het internationalisme), beschouwde de eerste generatie Eurazianisten de Sovjet-Unie in ieder geval als een bastion tegen de in hun ogen verderfelijke Westerse ideeën zoals liberalisme en democratie die men in strijd achtte met de ziel van de Russische bevolking. Onder de eerste Eurazianisten bevonden zich vorst Nikolaj Troebetskoj (1890-1938), een linguïst en Sergej Efron (1893-1941), een schrijver en de filosoof Pjotr Savitski (1895-1968). Nikolaj Berdjajev (1874-1948) wordt ten onrechte gerekend tot de Eurazianisten, daarvoor was zijn kritiek op het collectivistische aspect van hun leer te groot, bovendien wees Berdjajev de Westerse beschaving niet af. Savitski werd na de Tweede Wereldoorlog in Praag door de Russen gevangengenomen en hij zat een jarenlange celstraf uit in de Sovjet-Unie; later werd hij echter gerehabiliteerd. Russische emigranten die zich na de bolsjewistische machtsovername (1917) in het buitenland hadden gevestigd richten in 1923 de fascistische organisatie Mladorossi op. Deze organisatie was Euraziatisch georiënteerd en streefde naar herstel van de monarchie, maar prezen aan de andere kant het nationalistische beleid van Jozef Stalin. De leider van Mladorossi, Alexander Kazembek (1902-1977) keerde in 1957 naar de Sovjet-Unie terug en bleef daar wonen tot zijn dood. Smenovechovski was een soortgelijke organisatie als Mladorossi. De leider van de Smenovechovski, Nikolai Oestryalov (1890-1937) koesterde Euraziatische opvattingen en streefde naar een fusie van het nationalisme met het communisme. Later ontwikkelde Oestryalov zich meer in internationalistische richting De Eurazianisten van het eerste uur streefden naar een vreedzame omvorming van de communistische Sovjet-Unie tot een Euraziatische statenbond met een autarkisch economisch stelsel. Privébezit zou worden gerespecteerd, maar eigendom in absolute zin (zoals in het Westen) werd afgewezen. Men plaatste daar de opvatting van het rentmeesterschap tegenover. Dit laatste werd meer in overeenstemming gezien met oosters-orthodoxe en Slavische opvattingen omtrent bezit. Eurazianisten (zowel hedendaagse als hun voorgangers) stellen dat de volkeren die zich onder Eurazistische invloedssfeer bevinden als van nature spiritueel van aanleg zijn. Materialisme wordt daarom afgewezen als typisch Westers. Van nature kunnen de Euraziatische volkeren daarom niet kapitalistisch zijn, maar overigens ook niet communistisch in marxistisch-leninistische trant. Godsdiensten spelen een belangrijke rol, niet alleen de oosterse orthodoxie, maar ook het boeddhisme, de islam en het jodendom, zijn godsdiensten die goed passen bij de 'ziel' van de Euraziatische bevolking. Protestantisme en Rooms-katholicisme worden in de regel afgewezen, dat geldt ook voor het zionisme.
Afkeer van de democratie is een belangrijk kenmerk van het Eurazianisme. Een land dient door een krachtig, autoritair leider te worden bestuurd. Zo'n leider vervult echter een voorbeeldfiguur en geldt als een soort landsvader die op billijke wijze het land dient te regeren als een huisvader zijn gezin. Hieruit blijkt wel dat het Eurazianisme een vorm van traditioneel conservatisme is.

## Neo-Eurazianisme
Het moderne (neo-)Eurazianisme is het geesteskind van Aleksandr Doegin, voormalig hoofd van de afdeling sociologie aan de Universiteit van Moskou en vertrouweling van Vladimir Poetin. Eurazianisme vormt mogelijk de ideologische basis voor het buitenlands beleid van Poetin. Het moderne Eurazianisme is tegen alle kenmerken van westerse beschaving en omarmt aspecten van traditioneel conservatisme, communisme en nationaalsocialisme.
Een vreedzame vorm van Eurazianisme was de oprichting van de Euraziatische Economische Unie in 2014. De EEU is een economische samenwerking waaraan Rusland, Wit-Rusland, Kazachstan, Armenië en Kirgizië deel van uitmaken. De bedoeling is dat de EEU in de toekomst zal overgaan in een politieke unie, de Euraziatische Unie
De vorm van Eurazianisme van Doegin is niet vreedzaam. In een interview in 1998 stelt hij dat de doelen van Nieuw Rechts alleen kunnen worden bereikt middels geweld.
Moderne Eurazianisten hebben een vrij simplistische geopolitieke voorstelling van hoe de wereld er uit zou moeten zien: buiten de Euraziatische grootmacht bestaan er nog twee grootmachten, te weten de Angelsaksische (met de Verenigde Staten van Amerika als belangrijkste staat) en de Volksrepubliek China. De door de Angelsaksen beheerste Westerse wereld is decadent en in zichzelf verdeeld en vormt derhalve geen echte bedreiging; de opvattingen over China zijn onder Eurazianisten verdeeld.

### Turanisme
Sommige aanhangers van het Turanisme zijn tevens aanhangers van het Eurazianisme. Een bekend aanhanger van het Eurazianisme in Turkije is de politicus Doğu Perinçek (*1942). 

### Eurazianisme in Nederland
In Nederland gaf de leider van Forum voor Democratie,  Thierry Baudet blijk van zijn positieve belangstelling  voor Doegins en Poetins ideeën over Europa. Tijdens het Oekraïnereferendum, opgezet door de aktiegroep Geen Stijl, keerden behalve FvD, onder meer ook de PVV en de SP zich tegen de wens van Oekraïne om zich aan te willen sluiten bij de EU, en níet bij de door Doegin en Poetin beoogde Euraziatische politieke samenwerking. De opkomst bij het referendum was gering.

## Personen (modern)
- Alexander Doegin
- Lev Goemiljov
- Sergej Karaganov
- Edoeard Kokojti
- Noersoeltan Nazarbajev
- Evgeni Vinokoerov

## Lijst van Euraziatische partijen en bewegingen
- Hezb-e-Haq-wa-Adalat (Afghanistan, 2011-)
- Amanat (Kazachstan, 2006-)
- Birimdik (Kirgizië, 2005-2013; 2019-)
- Eurazië-partij (Rusland, 2002-)
- Euraziatische Jeugdunie (Rusland, 2005-)
- Jeugdbeweging van Turkije (Turkije, 2006-)
- Nationaal-Bolsjewistisch Front (Rusland, 2006-)
- Nationaal-Bolsjewistische Partij (Rusland, 1993-2007)
- Nieuw-Rusland Partij (Volksrepubliek Donetsk, 2014-)
- Partij voor Vrede en Eenheid (Rusland, 1996-2008; 2012-)
- Progressieve Socialistische Partij van Oekraïne (1996-)
- 1389 Beweging (Servië, 2004-)
- Vatan Partisi (Turkije, 1992-)
- Partij van Arbeiders en Boeren van Turkij
- AfD Alternative fūr Deutschland